# Tragogomphus aurivillii
Tragogomphus aurivillii – gatunek ważki z rodziny gadziogłówkowatych (Gomphidae).